# Скалл-Валли
Скалл-Валли (англ. Skull Valley Indian Reservation) — индейская резервация, расположенная в западно-центральной части штата Юта, США.

## История
Постоянные контакты между гошутами и евроамериканцами начались с середины XIX века, с переселившимися на территорию современного штата Юта мормонами, а первый контакт произошёл в 1776 году с испанскими миссионерами.
12 октября 1863 года гошуты впервые подписали договор с федеральным правительством США, который, однако, не предусматривал уступку земель со стороны племени и создание резервации. В дальнейшем американские власти пытались переселить гошутов в резервацию Юинта-энд-Юрей, но эта попытка не увенчалась успехом. В 1912 году, указом президента США Уильяма Говарда Тафта, для гошутов была образована небольшая резервация Скалл-Валли, площадью всего 0,324 км². В 1917 и 1918 годах указами президента Вудро Уилсона территория резервации увеличилась до нынешних размеров. Это одна из двух резерваций племени, другая — Гошут.

## Экологические проблемы
За исключением западной границы резервации, непосредственно прилегающие к ней районы использовались в качестве свалки опасных отходов. Кроме того, правительство США провело испытания биологического оружия рядом со Скалл-Валли.

## География
Скалл-Валли расположена в западно-центральной Юте, в восточно-центральной части округа Туэле, примерно в 72 км к юго-западу от города Солт-Лейк-Сити.
Общая площадь резервации составляет 72,93 км². Штаб-квартира племени находится в городе Туэле.

## Демография
В 2013 году в резервации проживало от 15 до 20 жителей, а само племя насчитывало 134 человека.
В 2019 году в резервации проживало 25 человек. Расовый состав населения: белые — 0 чел., афроамериканцы — 0 чел., коренные американцы (индейцы США) — 25 чел., азиаты — 0 чел., океанийцы — 0 чел., представители других рас — 0 чел., представители двух или более рас — 0 человек. Плотность населения составляла 0,34 чел./км².

## Комментарии
1. ↑  Сам город не входит в состав резервации, а является лишь штаб-квартирой племени.